# Liste der Kulturgüter in Flüelen
Die Liste der Kulturgüter in Flüelen enthält alle Objekte in der Gemeinde Flüelen im Kanton Uri, die gemäss der Haager Konvention zum Schutz von Kulturgut bei bewaffneten Konflikten, dem Bundesgesetz vom 20. Juni 2014 über den Schutz der Kulturgüter bei bewaffneten Konflikten sowie der Verordnung vom 29. Oktober 2014 über den Schutz der Kulturgüter bei bewaffneten Konflikten unter Schutz stehen.
Objekte der Kategorien A und B sind vollständig in der Liste enthalten, Objekte der Kategorie C fehlen zurzeit (Stand: 1. Januar 2023).

## Kulturgüter
| Foto |                                                                              | Objekt                                                                     | Kat. | Typ | Standort                            | Beschreibung |
| ---- | ---------------------------------------------------------------------------- | -------------------------------------------------------------------------- | ---- | --- | ----------------------------------- | ------------ |
| ja   | Datei hochladen · Wikidata zu Ziegelhütte (Q29527560)                        | Ziegelhütte KGS-Nr.: 05834                                                 | A    | G   | Seemattstrasse 4 690221 / 195148    |              |
| ja   | Datei hochladen · Wikidata zu Bahnhof Flüelen (Q800758)                      | Stationsgebäude SBB KGS-Nr.: 09063                                         | A    | G   | Bahnhofstrasse 1 690335 / 195186    |              |
| ja   | Datei hochladen · Wikidata zu Alte Kirche St. Georg und Nikolaus (Q29890322) | Alte Kirche St. Georg und Nikolaus KGS-Nr.: 05831                          | B    | G   | Dorfstrasse 2 690388 / 195298       |              |
| ja   | Datei hochladen · Wikidata zu Burg Rudenz (Q7376895)                         | Schlösschen Rudenz KGS-Nr.: 05833                                          | B    | G   | Dorfstrasse 18 690384 / 195209      |              |
| ja   | Datei hochladen · Wikidata zu Pfarrkirche Herz Jesu (Q28003915)              | Pfarrkirche Herz Jesu samt Friedhof, Beinhaus und Pfarrhaus KGS-Nr.: 11374 | B    | G   | Kirchstrasse 39, 42 690474 / 195620 |              |